# Empecinados (Uruguay)
Los Empecinados fueron un grupo guerrillero realista en el actual Uruguay que se enfrentó a la Revolución de Mayo. El movimiento comenzó a organizarse poco antes del estallido de la Guerra de Independencia y tuvo un papel clave para la resistencia realista en la ciudad de Montevideo. A pesar de sus ideas absolutistas, tomaron su nombre del caudillo liberal español Juan Martín Díez (apodado "El Empecinado") como símbolo de la resistencia contra los franceses y de la lealtad al rey.
El movimiento nació en el contexto de generalizada conspiración política que siguió a las invasiones inglesas del Río de la Plata. Tras el surgimiento de facciones carlotistas y liberales, quienes predicaban una estricta lealtad a la Junta Suprema Central se nuclearon bajo el liderazgo del sargento mayor Diego Ponce de León, un oficial de la marina que tenía relaciones cercanas con el gobierno local y había actuado como ferviente propagandista callejero.

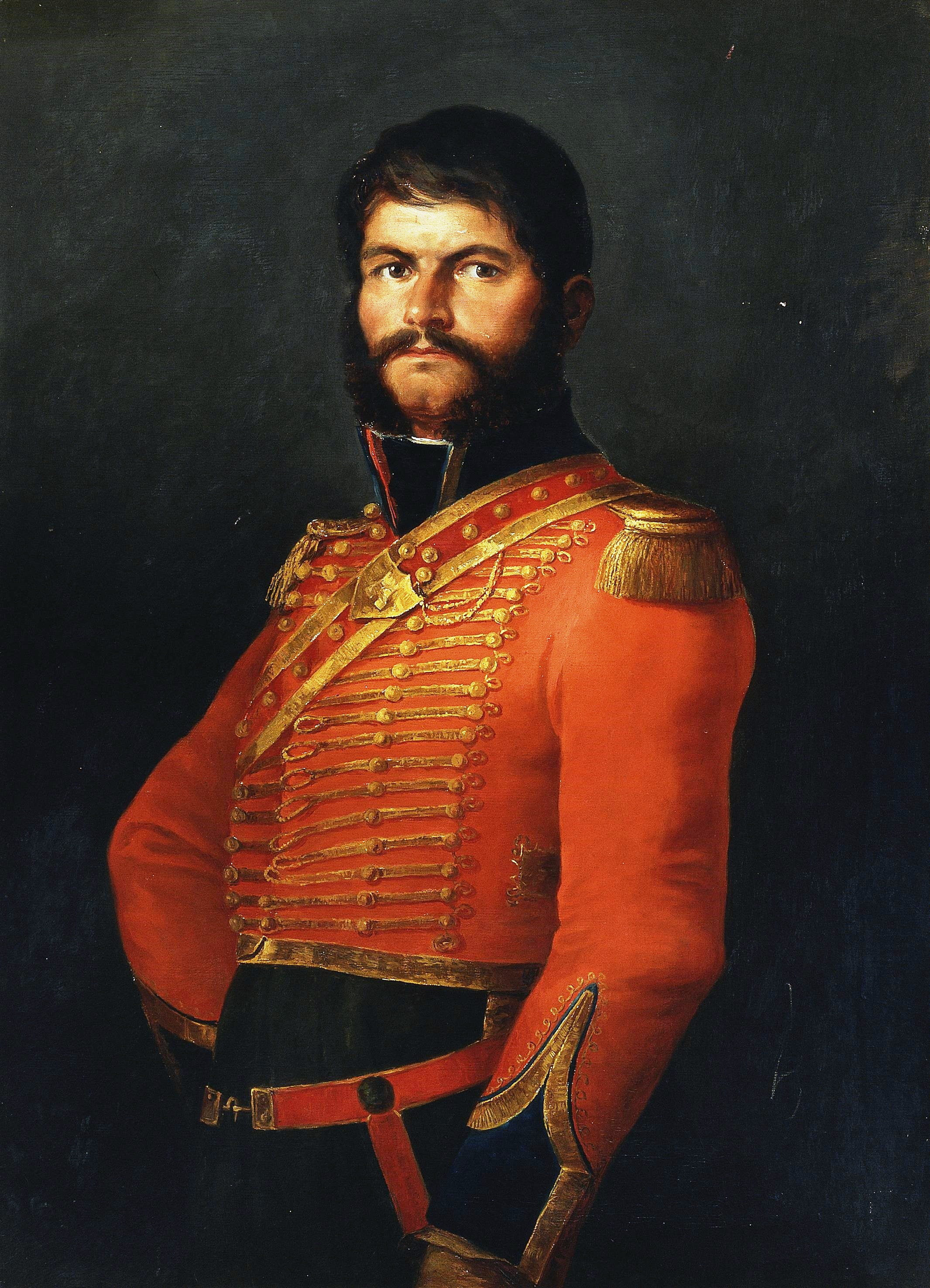
Juan Martín Díez, guerrillero liberal español de quien el grupo tomó su nombre.

El movimiento fue central en el apoyo a la autoproclamación como virrey de Francisco Javier de Elío, lo que le valió a Ponce de León un cargo en el gobierno de la ciudad y el visto bueno gubernamental a sus acciones paramilitares. Ponce se erigió en principal líder formal del movimiento, mientras que su segundo al mando era Matías Larraya.
Los empecinados comenzaron a realizar actividades violentas a partir de 1810, año en que comenzaron a utilizar su nombre oficial. El movimiento llevaba adelante acciones intimidatorias contra quienes apoyaran la Revolución de Mayo, instalando una especie de Terror Blanco que iba desde meras amenazas hasta el destierro o el ahorcamiento.
El movimiento también hizo uso de la propaganda para asegurar el apoyo al realismo en la ciudad, incluyendo la distribución de pasquines y la proclamación de discursos públicos entre sus actividades.
Los empecinados llevaron adelante actividades extrajudiciales y colaboraron con el recién creado Tribunal de Seguridad Pública. El grupo apoyó la expulsión de los rebeldes de la ciudad y presentó al gobierno varias listas de presuntos conspiradores exigiendo su castigo.
Sus miembros eran en su mayoría civiles, a pesar de que algunos estaban relacionados con la marina real donde Ponce de León había hecho su carrera. La facción estuvo presente en todas las clases sociales y tuvo una profunda influencia entre los sectores populares y las milicias locales. Fuentes de la época señalan que los miembros del grupo recibían dinero y regalos por parte de Ponce como premio a su lealtad.

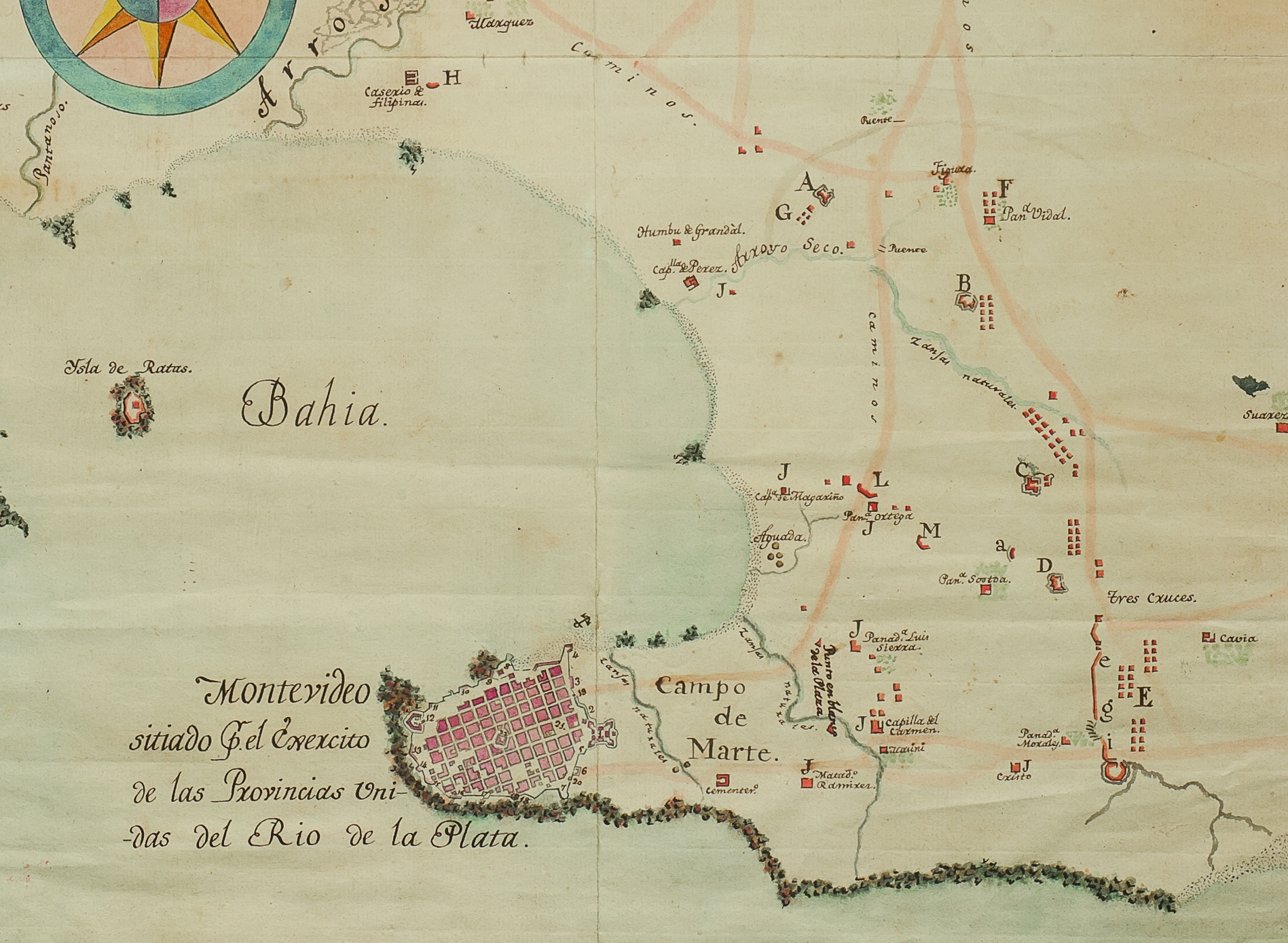
Mapa de Montevideo en 1813 durante el Segundo Sitio.

La popularidad del movimiento alcanzó su máximo durante el Segundo Sitio de Montevideo, cuando apoyaron una política de resistencia a muerte basada en la estricta lealtad a la corona, volviéndose así la facción más radical del realismo montevideano. Los empecinados se veían a sí mismos como los "verdaderos españoles " y se negaron a rendirse a los revolucionarios, organizando manifestaciones masivas durante las negociaciones para sabotear cualquier posibilidad de armisticio.
Francisco Acuña de Figueroa describe en su diario un motín empecinado, afirmando en un poema que:
Entonando también marciales himnos, más de dos mil personas esta noche, por las calles divagan y el recinto. Sin distinción de clases, allí a todos agita un entusiasmo, un furor mismo, el furor de la ofensa, y sólo se oyen de ¡guerra! y ¡guerra! resonar los gritos.
Rumores de una toma del poder por parte de los empecinados habían circulado poco antes del tratado de paz que puso fin al Primer Sitio de Montevideo, pero finalmente el levantamiento nunca se llevó a cabo. Sin embargo, después de la rendición ante el Segundo Sitio estalló un motín entre las milicias populares, que se negaron a permitir que los revolucionarios entraran en la ciudad, hasta que Ponce de León los disuadió a que se detuvieran y obedecieran a las nuevas autoridades.
Casi no existen menciones posteriores al grupo luego de la caída de Montevideo, lo que apunta a una disolución del movimiento y un muy probable encarcelamiento de sus miembros militares.